# Carrhotus xanthogramma
Carrhotus xanthogramma is een spin uit de familie der springspinnen die voorkomt in Europa.
Beide geslachten worden 5,1 tot 7,1 mm groot. De dieren zijn te vinden op boomstammen en struiken.